# Moulin de Guchan
Le moulin de la Guchan est un moulin hydraulique, situé dans la commune de Guchan dans le département des Hautes-Pyrénées en région Occitanie.

## Géographie
Le moulin est situé à l’ouest du village en bordure de la Neste d'Aure et à proximité de la route départementale D 929 au lieu-dit Devant la Moule

## Hydrographie
Le moulin est alimenté par un canal d’amenée en provenance de la Neste d'Aure, qui conduit l'eau sur le rouet avant d’être restituée au ruisseau.

## Histoire
Le moulin est attesté de 1844 selon un acte notarié. À la suite d'une inondation en 1930, le moulin a été restauré par une association.

## Architecture
Le bâtiment simple rectangulaire présente une architecture proche des constructions domestiques. 
  
En partie basse se trouvent les roues à aubes, la chambre des meules, avec la partie haute du mécanisme (trémie, auget, meules) et le 1er étage était le logement du meunier. 

Sélection de vues du moulin.
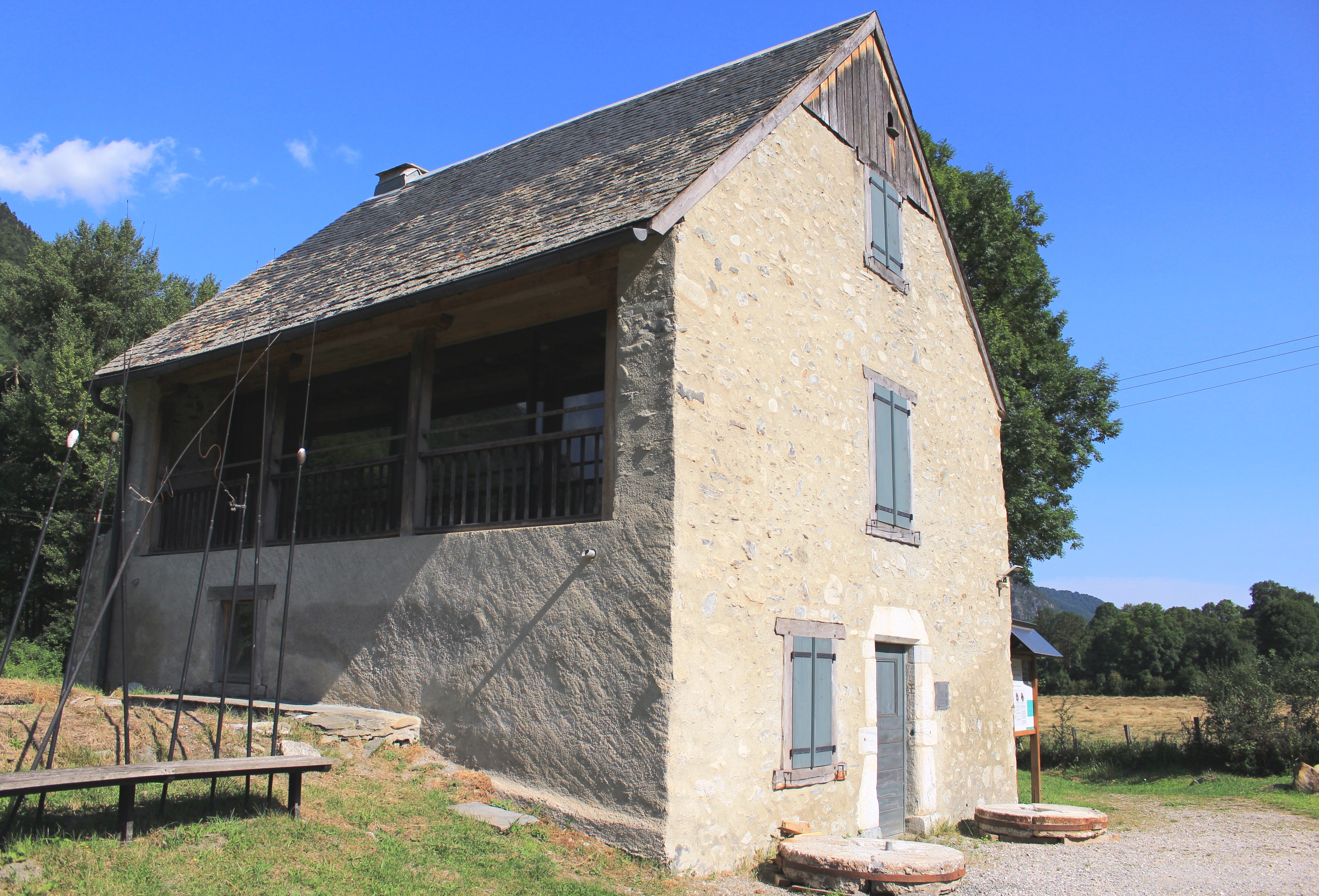
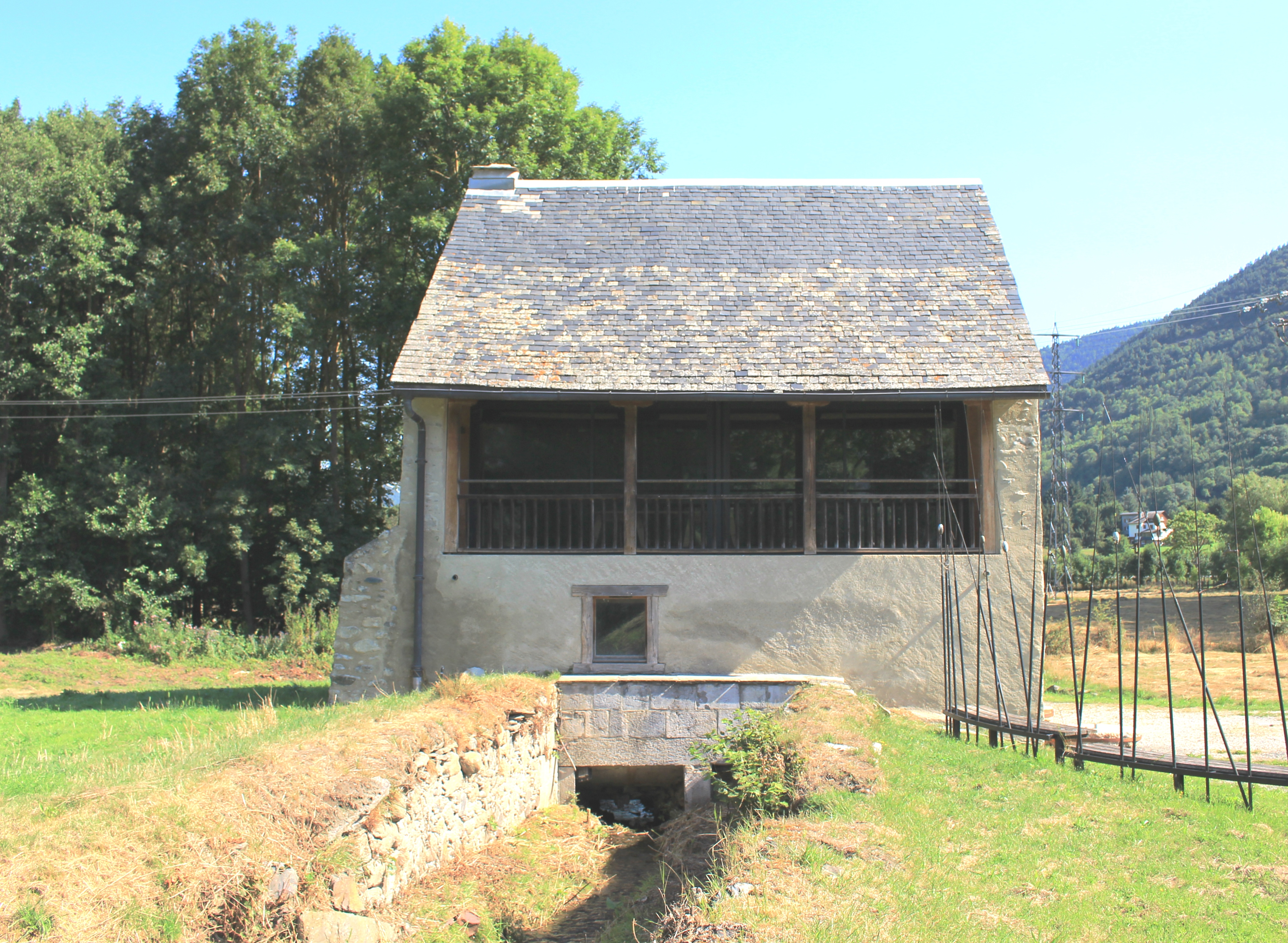